# 刘之维
刘之维（1914年—1989年1月8日），男，北京人，中国正一清微派道士，曾任北京白云观监院，中国道教协会副会长，第一、二、三、四、六届北京市政协委员。